# گریس ناپلیتانو
گریس ناپلیتانو (به انگلیسی: Grace Napolitano) نمایندهٔ حوزه انتخابیه کالیفرنیا از حزب دموکرات ایالات متحده آمریکا در مجلس نمایندگان ایالات متحده آمریکا است که برای نخستین‌بار در ۸ ژانویه ۱۹۹۹ میلادی به‌عضویت این مجلس درآمد.